# Gùi

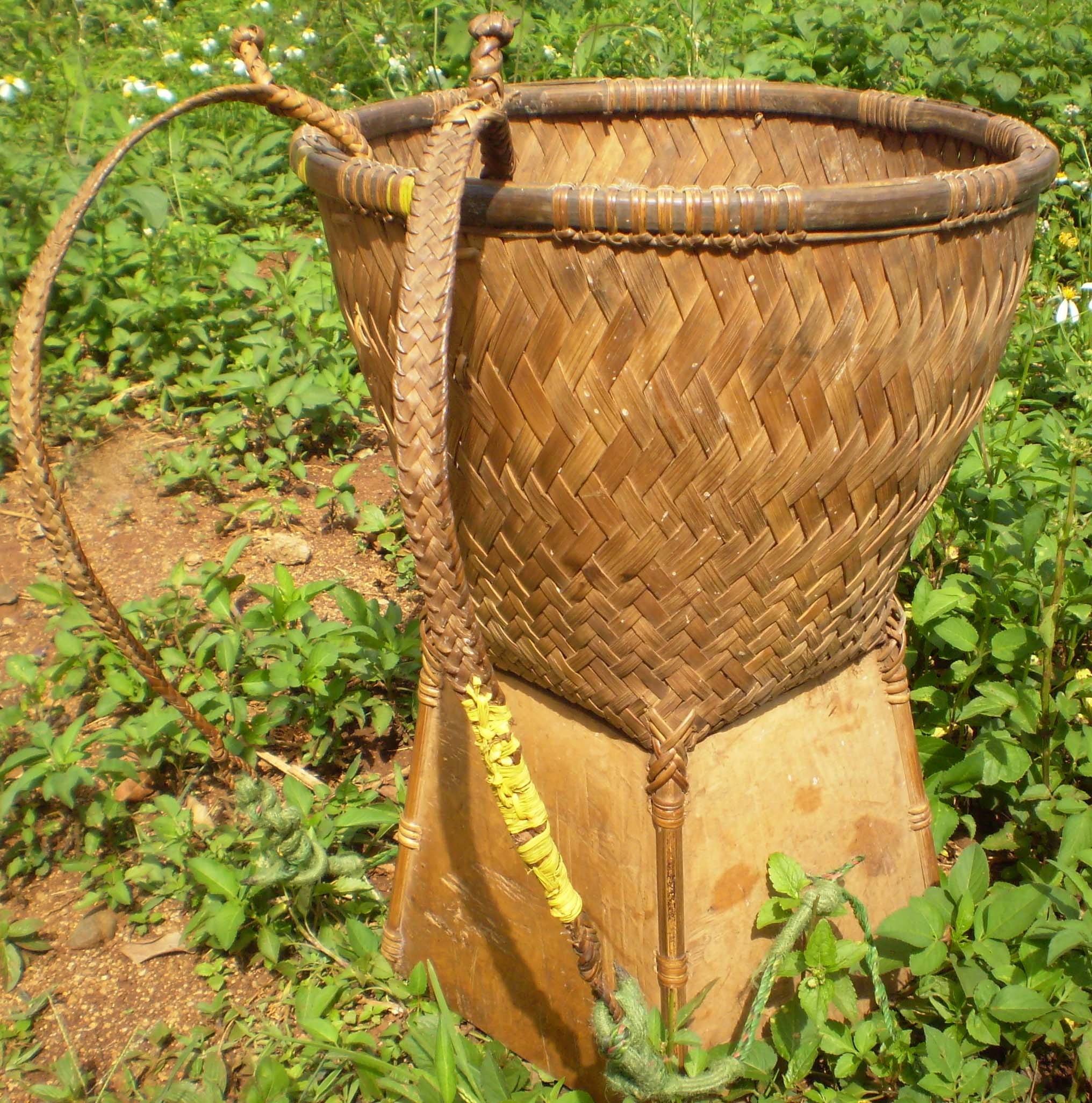
Gùi truyền thống của người Êđê

Gùi là một vật dụng bằng tre, mây đan thủ công rất phổ biến trong các khu vực sinh sống của cộng đồng dân tộc thiểu số ở Việt Nam, đặc biệt là vùng cao Tây nguyên. Chức năng của gùi thường là để đựng đồ, nhưng đặc biệt có thêm hai quai để tiện mang vác trên vai nhằm giải phóng đôi tay không vướng bận khi mang vác đồ và di chuyển.

## Đặc điểm
Gùi thường được đan bằng vật liệu tre, mây; phần đế bằng gỗ đẽo (Đối với gùi của người Ê Đê) hoặc cật tre (Gùi của người M'nông). Gùi được đan theo hình khối trụ tròn, có hai quai bằng dây rừng bện chặt rất dai, một đầu được đan ghép với thân sát với miệng gùi, đầu kia được buộc với đế gùi.
Phần đế bằng gỗ đẽo (trong chiếc gùi của người Ê Đê cũng rất đặc biệt vì nó là một hộp gỗ 4 mặt, được đẽo hoàn toàn bằng tay với cái rìu truyền thống từ các loại gỗ mềm như Gạo, cóc rừng.
Dây quai cũng đặc biệt vì nó được tết từ vỏ cây móng bò dây, dây làm từ vỏ loài cây này cho độ dai tốt nên người ta còn để làm chão cột chân hay cột bành cho voi

## Nét văn hóa
Đối với đồng bào dân tộc thiểu số, chiếc gùi không phải chỉ là đồ đựng thuần túy mà còn là đồ trang trí thể hiện óc thẩm mỹ và bàn tay khéo léo của người đan. Do vậy, trên thân gùi thường có nhiều hoa văn cầu kỳ, thể hiện nét đẹp văn hóa truyền thống. Mỗi dân tộc lại có cách đan gùi, hình dáng và hoa văn thể hiện trên gùi cũng có nét riêng biệt.
Hiện tại những chiếc gùi nhỏ, xinh xắn là một món quà lưu niệm rất dễ thương được du khách chú ý khi đi du lịch ở Tây nguyên

## Thư viện ảnh

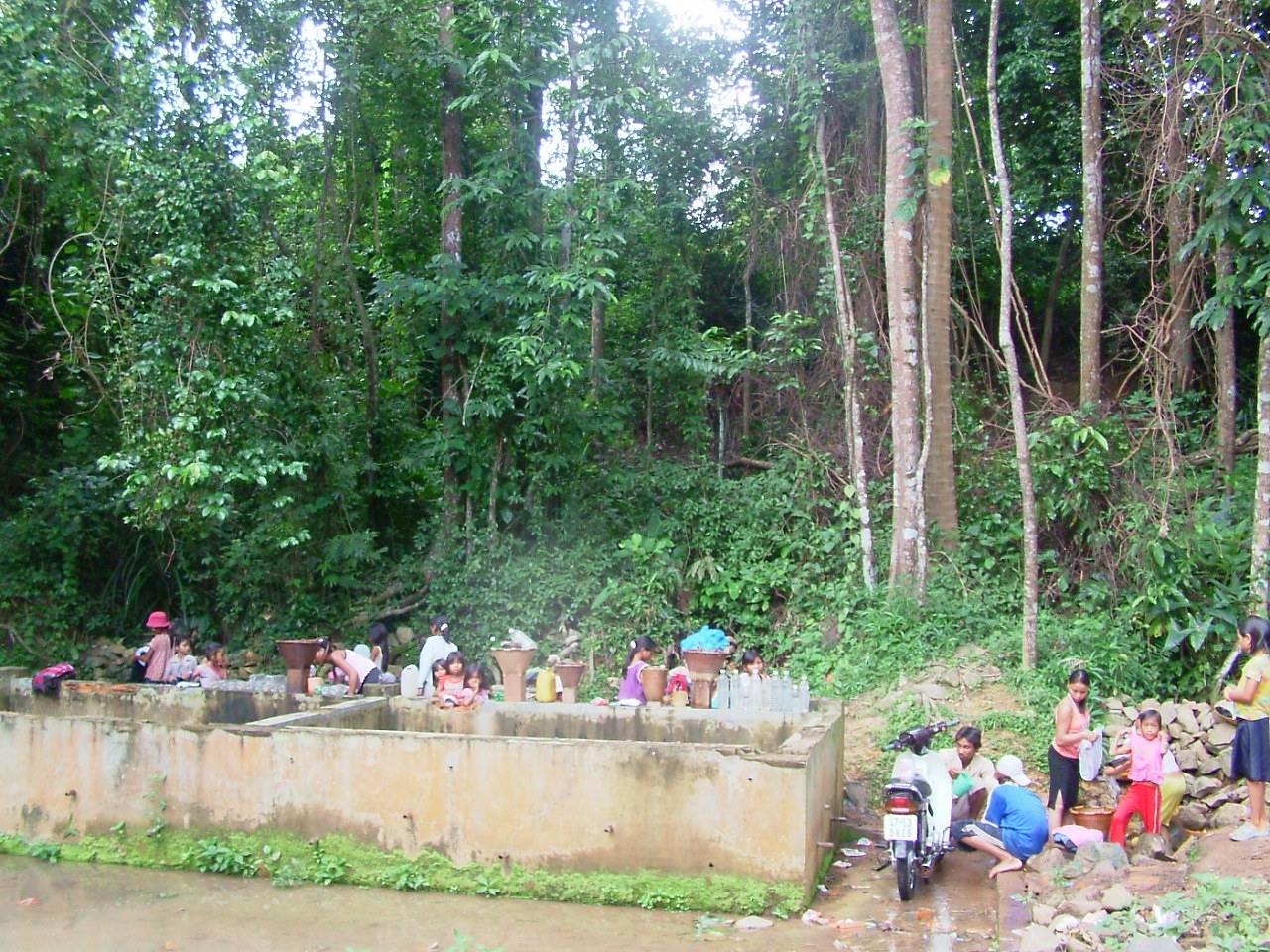
Dùng gùi đi lấy nước ở Bến nước buôn K'Đung
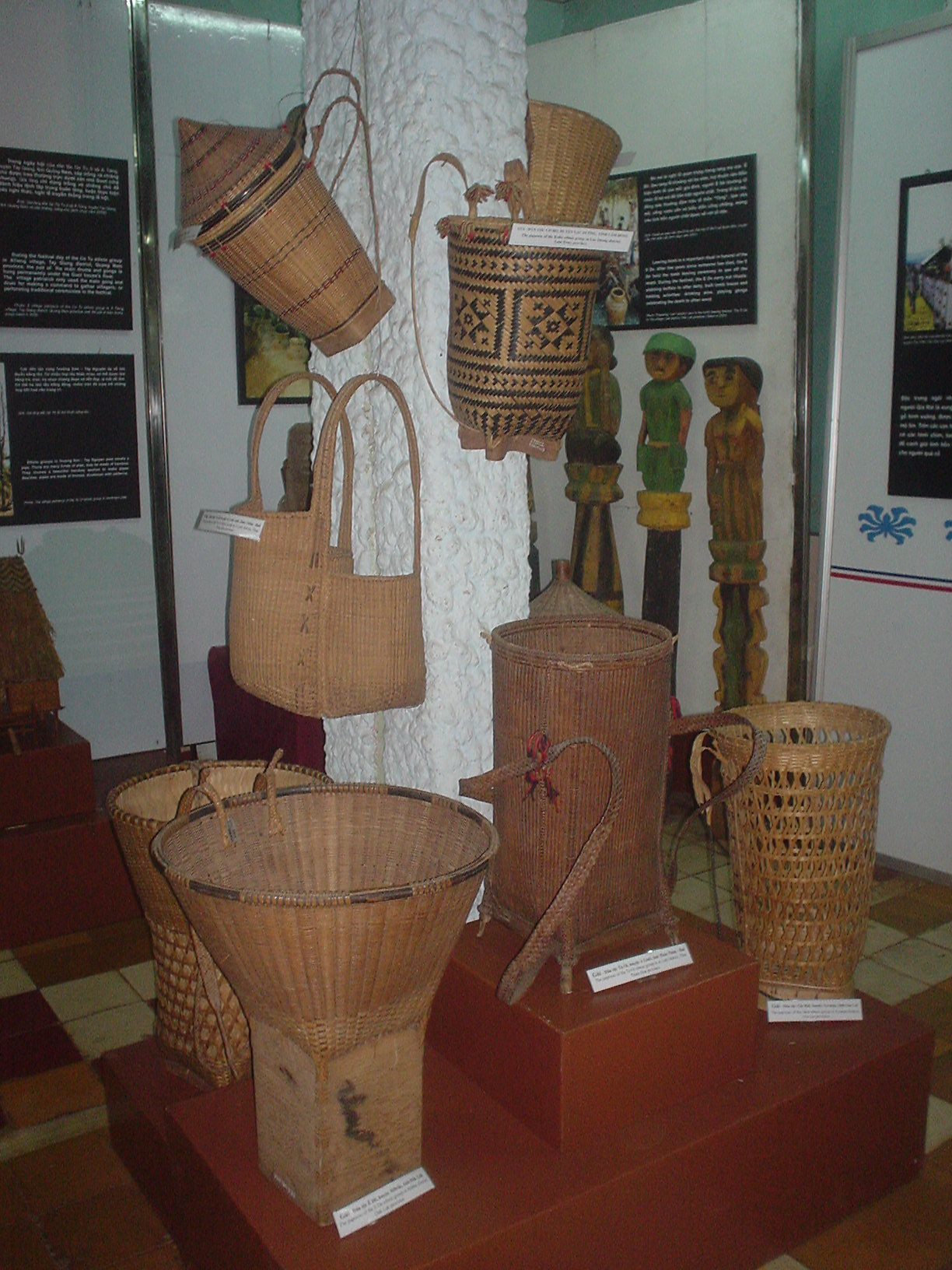
Hiện vật Gùi trưng bày tại Bảo tàng các dân tộc Việt Nam tại Đắk Lắk